# Aeschynomene tsaratanensis
Aeschynomene tsaratanensis är en ärtväxtart som beskrevs av Du Puy och Jean-Noël Labat. Aeschynomene tsaratanensis ingår i släktet Aeschynomene och familjen ärtväxter. Inga underarter finns listade i Catalogue of Life.